# 萬國欽
萬國欽（？—？），字和甫，號二愚，江西承宣布政使司南昌府新建縣（今江西省南昌市），明朝政治人物。萬曆癸未進士，曾官監察御史，因疏劾首輔申時行被貶。

## 生平
隆慶四年（1570年）庚午科江西鄉試第二名舉人，萬曆十一年（1583年）癸未科會試第九名，三甲六十一名进士，大理寺觀政，授直隸婺源县知县，充應天鄉試同考。万历十七年，征召为山西道监察御史。言事慷慨，不回避权贵。万历十八年，弹劾吏部尚书杨巍，被责备。居住乡里的尚书董份是大学士申时行、王锡爵的座主，嘱咐浙江巡按御史上奏请问。万国钦说董份谄媚严嵩，又娶尚书吴鹏已嫁的女儿，居于乡里多有不法行为，不应当予以加礼，事情方才停止。
起初，吏部员外郎赵南星、户部主事姜士昌上疏责备执掌朝政任用唯亲。给事中李春开越权检举赵南星、姜士昌，而其党羽陈与郊暗中帮助。刑部主事吴正志上疏，称李春开、陈与郊谄媚当权，扰乱清议，同时弹劾林祖述包庇大臣的过错。于是御史赫瀛集合其他御史，在朝堂上商议合疏纠劾吴正志，称他不顾惜台谏体统。但是万国钦与周孔教没有署名。赫瀛非常生气，盛气凌人地责备万国钦。万国钦说：“戴豸帽，穿豸服，我以保留正直为己任，不敢与你们苟同。”赫瀛沮丧，果然没呈上奏疏，可是吴正志竟然被贬为宜君典史。宦官袁进等打死平民，万国钦再次上疏弹劾。
万历十八年（1590年）夏，火落赤各部频频进犯临洮、巩昌。七月，皇上在皇极门召见申时行等，咨询策略，说：“边境守备废弛，督抚缺乏调度，想大力整顿。”申时行说和议通贡足够。皇上称：“和议通贡并不足以依赖。假若专门迎合敌人，使他更为骄傲自大，哪里有满足的时候呢？”申时行等听令退下。未有多久，警报不断传来，于是推选郑洛为经略尚书巡边，实际上是使用通好主张。万国钦上疏弹劾申时行，说：“陛下以西事棘手，特地召见辅臣商讨战守，而辅臣在召见时却粉饰蒙骗皇上。陛下对敌人的侵犯很愤怒，辅臣则主张攻打地区是汉化番人居住，临洮、巩昌果然是番地吗？陛下责备督抚丧失时机，辅臣则以为过错在武臣。边疆之事，督抚难道不参与吗？陛下说和议通贡难以依靠，辅臣则称通贡二十年，使百万生灵得以存活。西宁的失败，肃州被抢掠，就不是荼毒生灵吗？陛下决议为战，而申时行不想打仗；陛下的意思是断绝往来，申时行想与他们讲和。九边将帅，每岁送的金钱，已不计其数。敌人已毁坏了城堡，残杀官吏、百姓，还说计策已实现。三边总督梅友松专谀媚敌人，前次上奏说顺义已谢恩西去，为什么又包围我临洮、巩昌呢？后又上疏极力夸耀战绩，为何景古城全军覆没呢？甘肃巡抚李廷儀引贼入关，没有听说有奏疏报上，辅臣反代他求情请求宽恕罪过。统计马牛布帛不到三十金，而被杀被掠何止万计。还想让他们互市，臣不知国法究竟怎样了？这三个人都是申时行的党羽，所以敢于祸国殃民。”因此列上申时行接受贿赂的几件事。皇上认为他混淆国事，诬陷大臣，将他贬为剑州判官。
起初，万国钦奏疏呈上，许国责备他说：“这个举动，是为名节，还是为国家？”万国钦称：“哪敢为名节，只为国家。即使言语不当，生死利害听天由命。”许国无法难为他。万历二十年（1592年），吏部尚书陆光祖拟将万国钦改为建宁推官，饶伸为刑部主事。皇上以二人都是特地贬职的，不应提升，严厉责备陆光祖，将文选郎王教，员外郎叶隆光，主事唐世尧、陈遴玮等全部免职。大学士赵志皋上疏申救，也遭到责备。万国钦后任南京刑部郎中，死于任上。天启二年，赠光祿寺少卿。

## 著作
有《萬二愚先生遺集》六卷。

## 家族
曾祖萬子金；祖父萬海；父萬桷，字一京，號東皋。母趙氏。慈侍下。兄國彰。弟國隆。侄子萬尚烈，滋思文，號恒麓，著有《四書測》。
萬國欽生三子：尚夔、尚伊、尚傅。

## 延伸阅读
[在维基数据编辑]
 《明史卷二百三十》，出自《明史》